# Chichy
Chichy (Duits: Kunzendorf) is een plaats in het Poolse district  Żagański, woiwodschap Lubusz. De plaats maakt deel uit van de gemeente Małomice en telt 510 inwoners.